# Henric al II-lea de Leuven
Henric al II-lea a fost conte de Louvain de la 1054 până la 1071.
Henric era fiul contelui Lambert al II-lea de Leuven cu Oda de Verdun. Printre unchii săi pe linie maternă se numără papa Ștefan al X-lea și Godefroy al III-lea de Lorena.
Henric a fost căsătorit cu Adela de Orthen, fiică a contelui Everard de Orthen. Henric și Adela au avut mai mulți fii și o fiică: 
- Henric, succesor la conducerea comitatului și devenit landgraf de Brabant[4]
- Godefroi, devenit și el conte de Leuven[4]
- Albero, devenit episcop de Liège[4]
- Ida de Leuven, căsătorită cu contele Balduin al II-lea de Hainaut.[4][5]